# Alessandro Lucarelli
Alessandro Lucarelli (* 22. Juli 1977 in Livorno) ist ein ehemaliger italienischer Fußballspieler, er spielt auf der Position eines Abwehrspielers.

## Karriere
Lucarelli begann seine Karriere bei Piacenza Calcio, zur Saison 1997/98 wurde er an UC AlbinoLeffe ausgeliehen. Nach einer Saison kehrte er wieder zu Piacenza zurück und spielte dort bis zur Saison 2002/03. Danach wechselt er zum US Palermo in die Serie B und später zum AC Florenz; hier blieb er eine Spielzeit, ehe er in seine Heimatstadt zum AS Livorno wechselte, der nach langer Zeit in die Serie A aufgestiegen war; hier spielte auch sein Bruder Cristiano Lucarelli. Zur Saison 2005/06 wechselte Alessandro Lucarelli zu Reggina Calcio, wo er zur Stammformation gehörte. Nach zwei Jahren bei Reggina wechselte er zur Saison 2007/08 zum Serie-A-Aufsteiger CFC Genua.
Seit der Saison 2008/09 spielt er beim FC Parma. Dort spielte er als Stammkraft in der Abwehr bis zur Insolvenz des Klubs im Jahr 2015 und verblieb auch nach der Neugründung als Parma Calcio dem Verein treu. In der Folge stieg er von der 4. Liga bis in die Serie A auf und beendete anschließend 2018 seine Karriere.